# برج آرامگاهی روستای چنداب
برج آرامگاهی روستای چنداب مربوط به سده‌های میانه دوران‌های تاریخی پس از اسلام است و در شهرستان گرمسار، بخش ایوانکی، دهستان ایوانکی، ۱/۲ کیلومتری جنوب غرب روستای چنداب واقع شده و این اثر در تاریخ ۲۶ اسفند ۱۳۸۷ با شمارهٔ ثبت ۲۶۰۵۰ به‌عنوان یکی از آثار ملی ایران به ثبت رسیده است.